# 5103-as mellékút (Magyarország)
Az 5103-as mellékút egy bő 2 kilométer hosszú, négy számjegyű mellékút Pest vármegye területén. A Csepel-sziget gerincútjának tagjaként nem csupán Szigetszentmiklós egyik belső útjának tekinthető, hanem a város és az M0-s autóút összekötésében, illetve a környék más, fontosabb útjainak tehermentesítésében egyaránt van szerepe.

## Nyomvonala
Szigetszentmiklós északi külterületei között indul, az 5101-es út hetedik kilométere után épült körforgalmú csomópontból kiágazva, délkelet felé. Szűk 350 méter után ér el egy újabb körforgalmat, addig közvetlenül Szigetszentmiklós és a XXI. kerület határvonalát kíséri. Nagyjából 750 méter után újabb körforgalomhoz ér, itt csatlakoznak hozzá, illetve ágaznak ki belőle az M0-s autóút Szigethalom–Tököl Ipari Park csomópontjának le- és felhajtó ágai. A körforgalomból déli irányban lép ki, és nem sokkal ezután, az első kilométerét elhagyva felüljárón áthalad az autóút felett. 1,8 kilométer után kicsit keletebbnek kanyarodik, és így is ér véget, beletorkollva az 5102-es út 1+600-as kilométerszelvénye táján létesült körforgalomba, külterületen.
Teljes hossza, az országos közutak térképes nyilvántartását szolgáló kira.gov.hu adatbázisa szerint 2,143 kilométer.

## Története
2011-2013 között épült.